# Apseudes africanus
Apseudes africanus is een naaldkreeftjessoort uit de familie van de Apseudidae. De wetenschappelijke naam van de soort is voor het eerst geldig gepubliceerd in 1925 door Tattersall.